# 阪急2200系電車
阪急2200系電車（はんきゅう2200けいでんしゃ）は、阪急電鉄が1975年に導入した通勤形電車である。電機子チョッパ制御の実用試験車として導入され、1985年にはVVVFインバータ制御の試験車が追加製造された。

## 概要
1960年の2000系・2300系（ともに初代）の導入から15年が経過した1975年に、8両編成1本が神戸線に投入された。阪急電車の次世代モデルの模索車両と位置付けられ、8両固定編成、車体のモデルチェンジ、ワンハンドルマスコンの導入など、新基軸が取り入れられている。番号が2000番台となっているが、形式上は6000系の試作車扱いであり、初代2000系・2300系とのつながりはない。
当初より増備計画がなかったため、形式は回生ブレーキ車に用いられた2000番台の予備番号2200系が付与され、番号も奇数と偶数の関係を持たせた。1985年にはVVVFインバータ制御の実用試験車2両が追加投入されている。
1995年の阪神・淡路大震災で被災し1両が廃車となり、残存各車も6000系に編入され、2200系という形式は消滅した。2200系から6000系に編入された各車両は、2017年現在、中間車は宝塚線に、先頭車は7000系の中間車を組み込んで神戸線に配置されていたが、2018年から廃車が開始されている。また、先頭車については2019年に6000系から7000系に編入された。

## 車体・接客設備
車体は2000系・2300系からの流れを汲む3扉ロングシートであるが、大幅にモデルチェンジされた。側窓は上下に50mm、左右に20mm拡大された。客用扉も50mm高い1,850mmとなった。運転室は、乗務員の居住性向上のため、客室側に154mm拡大した。これにより運転室直後の座席は従来の3人掛けから2人掛けとなった上に客室用側窓の設置が見送られた。また、この部分に新たに「H」のエンブレム（Hマーク）が設置された。この車体構造は同時期の6000系・6300系にも採用されている。なお、本形式のHマークは、6000系・6300系のヘアライン仕上げとは異なり、光沢の強いバフ仕上げが採用された（2015年のHマーク・旧社章リバイバル時も、この仕様が反映された）。
種別・行先表示は前頭部の標識板を廃止し、方向幕を正面・側面の幕板部に設置した。標識灯・尾灯は窓下に移設、排障器（スカート）も装着され、正面の印象は大きく変化している。デビュー当初は正面貫通扉にヘッドマーク受けは取り付けておらず、しばらくはヘッドマークをつける際はアダプターを装備したが、後にヘッドマーク受けを追加した。
落成直後は方向幕の枠が無塗装であったが、幕の文字が引き立たないこともあって営業運転開始までにマルーンで塗装された。また、前面の標識灯部分にステンレスの装飾を施すことも検討された（6300系とは異なり、装飾範囲は標識灯周りのみ）が、正雀工場での試験のみに終わっている。
車内でも、座席は3000系増備車以来短縮されたままであった座席幅が見直され、扉間は3800mm、車端部は2200mmに拡大された。妻面は、従来は白色だった天井側（櫛桁部分）も含めて、全面的に木目化粧板貼りとなった。エアシリンダによる側窓の一斉自動開閉機能も試験採用された。冷房装置は10,500kcal×3基の集約分散式を採用した。
なお、検討のみで終わったものの、無塗装アルミ車体（ただし、側扉はマルーン、屋根は黒色で塗装）とする計画もあった。

## 主要機器
制御装置は東京芝浦電気（当時）製の電機子チョッパ制御器で、100km/h以上の高速域からの回生ブレーキを可能とした。電機子チョッパ制御装置は5300系の5863で約2年間仮搭載され、その上で2200系に本格搭載された。
主電動機は135kWの直流直巻電動機で、定格電圧226V、4台永久直列接続とし、力行時に過電圧の使用を許容することで、回生ブレーキを高速域から停車寸前までの広い範囲で使用可能としている。主電動機の出力はアルミ車体として重量が軽くなることを見越した数値でもあったが、鋼製車体での製造となったためやや出力不足となった。歯車比は神戸線標準の5.31である。電動発電機（MG）は京都線車両と同様120kVAが4両に1台の割合に変更された。
乗務員室は運転環境のレベルアップのため、設備を大幅に見直すこととなり、運転台は阪急初のワンマンドルマスコンを採用、押しボタンによる電子警笛も初搭載された。東京急行電鉄の開発したT字型ハンドルが採用され、導入に際して東京急行電鉄（8000系）や京王帝都電鉄（6000系）などで現車体験を行うなどの協力を得た（会社名は当時）。ワンマンドルマスコンは2200系（神戸線）、6000系（宝塚線）、6300系（京都線）でそれぞれ初採用されている。
台車は電動台車がFS-369A、付随台車がFS-069Aである。ブレーキは電気指令式ブレーキのHRD-1Rである。
1985年製造のVVVFインバータ制御車は、東芝製GTOサイリスタ素子のインバータ装置と誘導電動機を搭載する。主電動機の出力は150kWである。

## 形式
- 2250形 (Tc)（2250・2251）
  - 制御車。2250が梅田方、2251が三宮方の先頭に連結される。2250は1992年に4両編成化される際、電気連結器を装備した。2251は、1992年の4両編成化から1995年の阪神・淡路大震災被災まで、電動発電機 (MG) と空気圧縮機 (CP)、蓄電池を搭載していた。被災後は7000系電動車と組成されたため、補機類は再度外された。
- 2700形<偶数車> (M/2720はM1)（2700・2710・2720）
  - 2700形奇数車とユニットを組む中間電動車。パンタグラフとチョッパ制御器（2720はVVVFインバータ制御器）を搭載。2700と2710は1992年に電装解除され、2760・2761に改番された。付随車への改造後も、冷房装置が2個パンタの車両同様、車体中央寄りのままになっている。
- 2700形<奇数車> (M'/2721はM2)（2701・2711・2721）
  - 2700形偶数車とユニットを組む中間電動車。電動発電機 (MG) と空気圧縮機 (CP)、蓄電池を搭載。2721は、これらの補機類を搭載せず、代わりにVVVFインバータ制御器を搭載。2701と2711は1992年に電装解除され、2770・2771に改番された。2721は阪神・淡路大震災被災により、廃車となっている。
- 2750形 (T)（新製車：2750・2751・2772／改造編入車：2760・2761・2762・2770・2771）
  - 付随車。2751・2772は蓄電池を搭載。1992年に電装解除された2700形が編入されたが、台車は電動台車 (FS-369A) のままになっている。2772は廃車となった2721の部品を一部流用して新たに製造されたもので、こちらも電動台車を装着している。2772は2200系として営業運転を行わないまま、6000系に編入された。

## 製造
1975年には8両編成1本が製造された。2751はアルナ工機が阪急電鉄に納入した通算1000両目の車両であり、車内の製造所銘板にもその旨が記されている。
| ← 大阪神戸 → | ← 大阪神戸 → | ← 大阪神戸 → | ← 大阪神戸 → | ← 大阪神戸 → | ← 大阪神戸 → | ← 大阪神戸 → | ← 大阪神戸 → | 竣工          |
| Tc           | M            | M'           | T            | T            | M            | M'           | Tc           |               |
| 2250         | 2700         | 2701         | 2750         | 2751         | 2710         | 2711         | 2251         | 1975年3月31日 |

1985年にはVVVFインバータ制御の試験車2両を新造、付随車と差し替えられた。
| ← 大阪神戸 → | ← 大阪神戸 → | 竣工          |
| M            | M'           |               |
| 2720         | 2721         | 1985年7月12日 |

## 車両番号の変遷
2250→6050→7090
2251→6150→7190
2700→2760→6760　
2701→2770→6770　
2710→2761→6761　
2711→2771→6771
2750→6750　
2751→6751
2720→(2762)→6762
2721
(2772)→6772

## 編成の変遷

### 2200系時代
- 2250-2700-2701-2750-2751-2710-2711-2251（導入当初の編成）

- 2250-2700-2701-2720-2721-2710-2711-2251（VVVFインバータ試験車編入時の編成）

2750と2751は6000系に組み込み。

- 1992年12月1日時点の編成[15]

西宮車庫所属:
・2250-2720-2721-2251(1992年以後の編成。この編成が震災時に被災した。)
・7026-2750-2751-7126(震災復旧直後の編成。)
平井車庫所属:
・6010-6510-2760-6650-6660-2770-6610-6110
・6011-6511-2761-6651-6661-2771-6611-6111
2750と2751は6000系に組み込み。
2700・2701・2710・2711は電装解除（付随車化）のうえ改番され、6000系に組み込み。

### 6000系編入後
2014年4月1日時点の編成は次のとおりである。
- 6050-7616-7516-7565-7575-7605-7505-6150（西宮車庫所属）
  - 6000系への編入直後の6050・6150は7616・7516のみを挟み、梅田側に2両編成を増結して6両編成で今津北線の運用についていた。
- 6012-6512-6670-6680-6750-6751-6612-6112（平井車庫所属。その後、6750・6751は2018年3月23日付で廃車・解体された[17]。）
- 6024-6654-6664-6124+6014-6514-6760-6114（平井車庫所属）[注 8]
- 6007-6507-6610-6510-6577-6770-6607-6107（平井車庫所属）
- 6011-6511-6761-6651-6661-6771-6611-6111（平井車庫所属）
- 6015-6515-6762-6655-6665-6772-6615-6115（平井車庫所属）

### 先頭車の7000系編入後
2024年4月1日時点の編成は次のとおりである。
- 7005+7105+7090-7605-7505-7190（西宮車庫所属）
- 6014-6514-6760-6114（西宮車庫所属）
- 6007-6507-6690-6590-6577-6770-6607-6107（平井車庫所属）
- 6011-6511-6761-6651-6661-6771-6611-6111（平井車庫所属）
- 6015-6515-6762-6655-6665-6772-6615-6115（平井車庫所属）

## 歴史

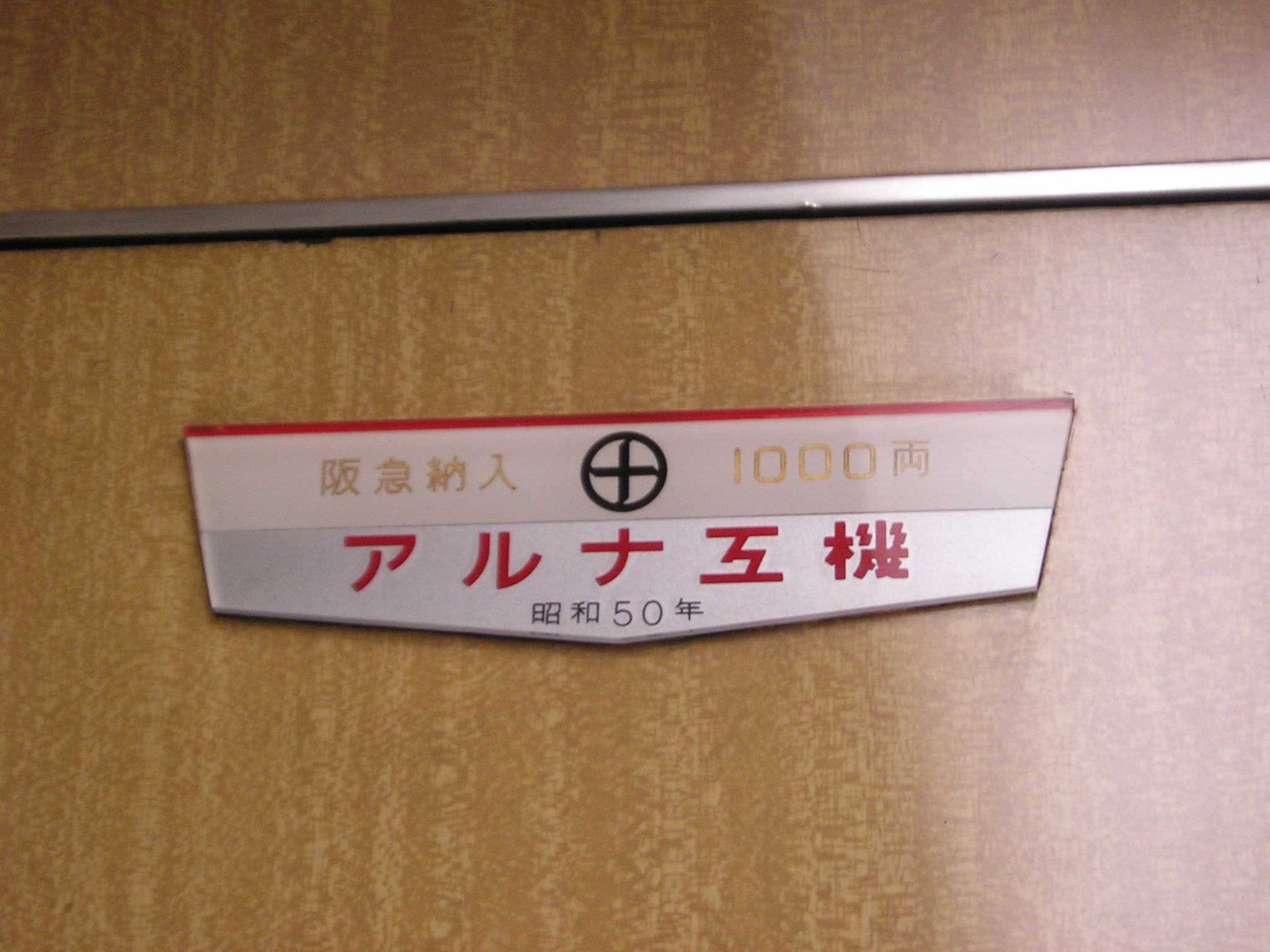
2751（現6751）車内の阪急納入1000両記念プレート（09.10.24岡町にて撮影）

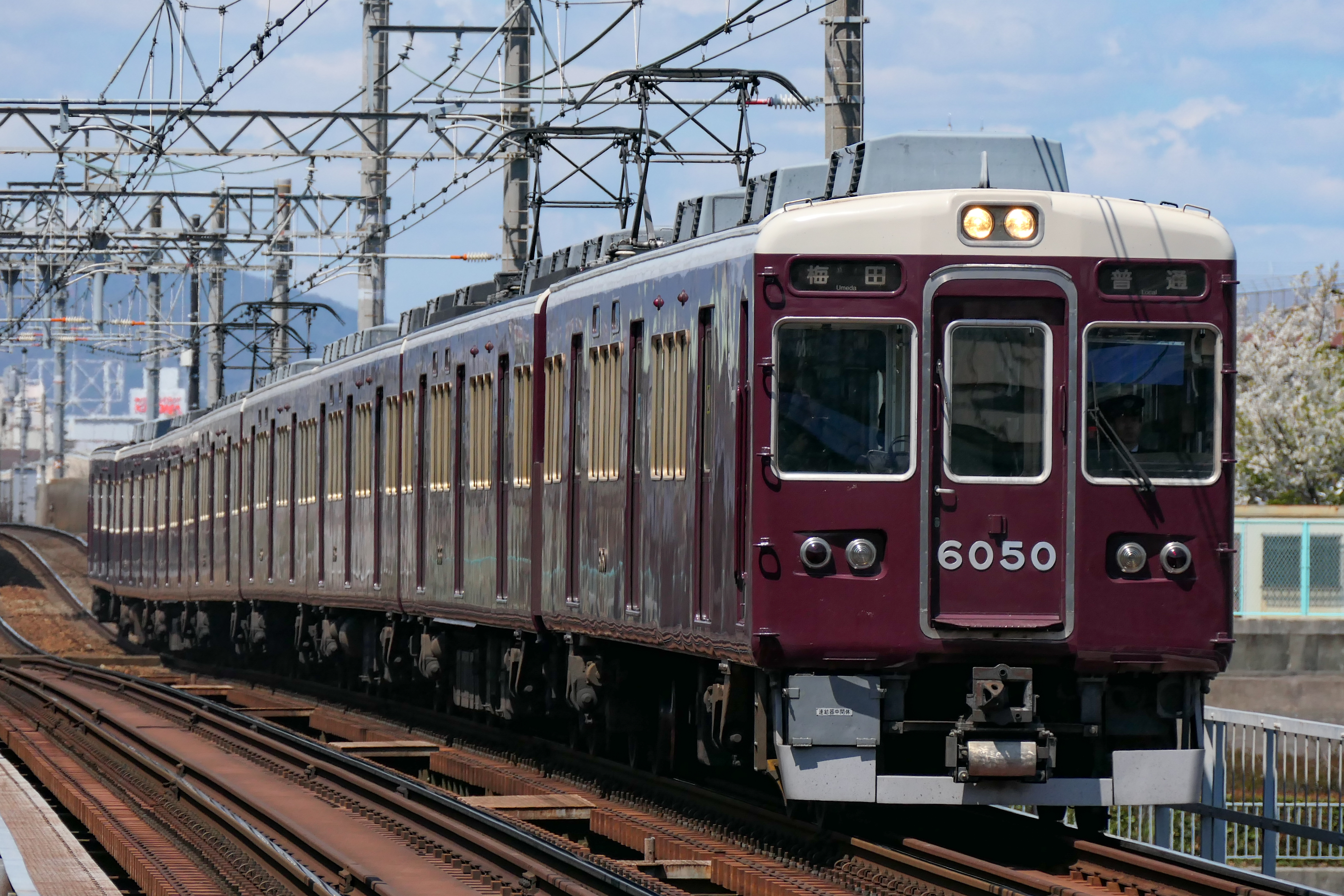
6000系6050
（元2200系2250）

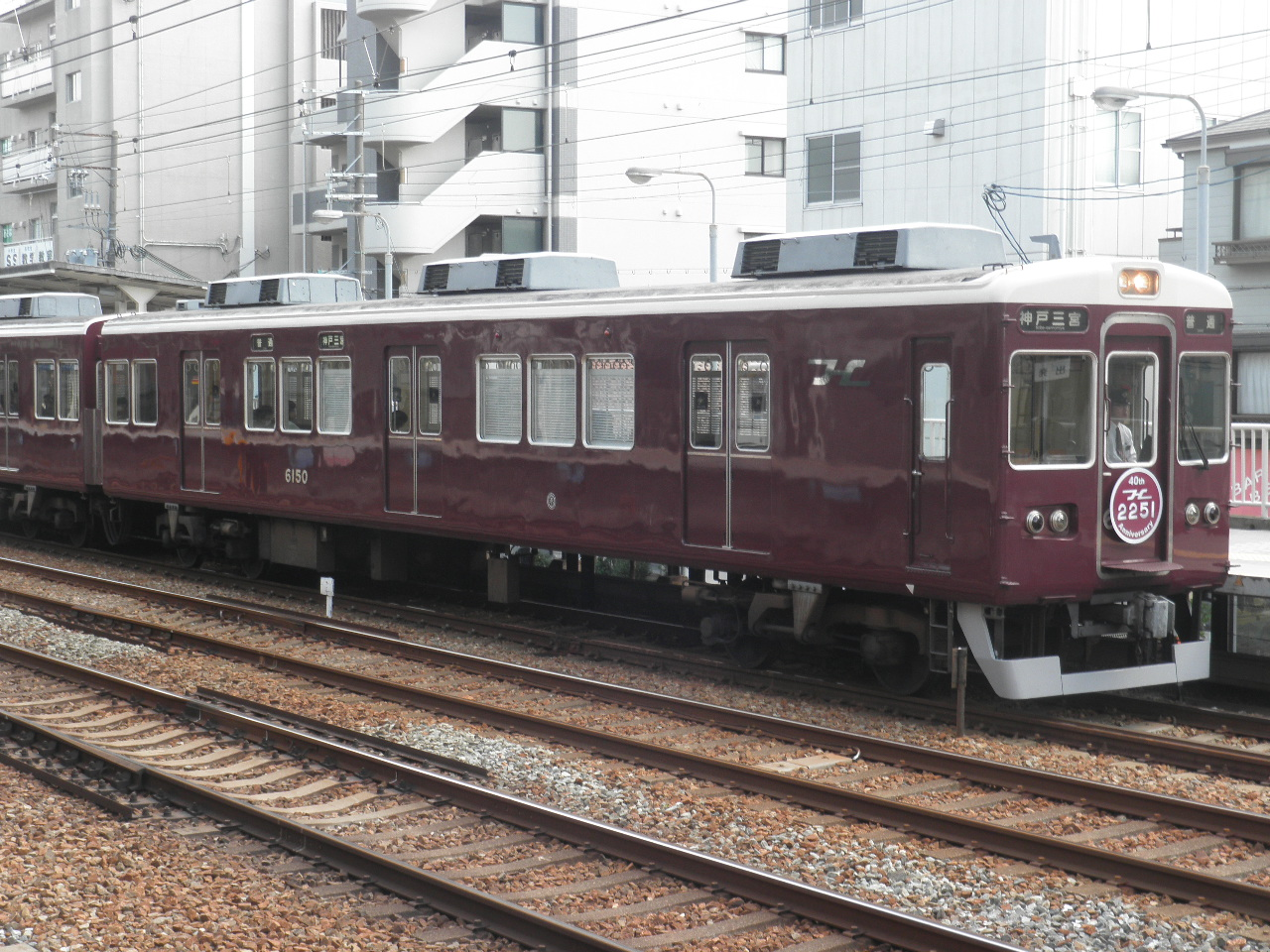
ワンハンドル車両登場40周年で側面に旧社章とHマークが復刻された6150号車

当初の編成は先頭車2両が制御車(Tc)、両先頭車直後の中間車2組4両が電動車ユニット(M)、編成中央の中間車2両は付随車(T)の4M4T編成とされていた。
編成が落成したのは1975年3月であったが、営業運転を開始したのはそれからおよそ半年後であった。これは本系列が阪急初のワンハンドルマスコン車で操作体系の相違から運転士の習熟訓練を実施する必要があり、電機子チョッパ制御器から漏洩する高周波ノイズが軌道回路に及ぼす障害を確認することなどと合わせ、営業運転開始までに長期間にわたって様々な条件下で試運転を繰り返す必要があったためである。実際に営業運転開始前の試運転時に高周波ノイズによって踏切障害などが発生した。
登場当時の方向幕は、急行については白地に赤文字で「急行」（「特急」の反転）であったが、1982年に黒地にオレンジ文字の表示に変更された。しかし、黒地に白文字の「普通」表示と区別しにくいとの苦情を受け、「急行」表示は1992年に快速急行と同じオレンジ地に黒文字に変更された。
1985年3月には、VVVFインバータ制御装置を搭載する中間電動車2両（2720・2721）が追加製造された。7000系7030Fに挟まれた4両編成で試運転を行ったのち、同年7月中旬に2250Fの付随車2両と差し換えて6M2T編成とされている。この時差し換えた付随車2両（2750・2751）は、6000系に組み込まれた（後に7000系7026Fに連結された）。
電機子チョッパ制御は駅間距離の比較的長い路線においては加減速の頻度が低く、回生ブレーキによる省エネルギー効果のメリットが少なく、製造コストも高いため、廉価で阪急での運用に適した特性を備える界磁チョッパ制御を採用した7000系・7300系が量産された。VVVFインバータ制御は8000系・8300系の量産にフィードバックされた。電機子チョッパ制御の試験は1992年に終了となり、電動車4両（2700・2701・2710・2711）は電装解除し付随車とされた（このとき、それぞれ2760・2770・2761・2771に改番されている）。
残った先頭車の2250・2251とインバータ制御車の2720・2721の4両で編成を組み、2両編成を梅田方に連結した6両となった。このとき、2250・2251は車体更新を実施、スイープファンの設置などが行われた。主に今津（北）線で運用されたが、1995年の阪神・淡路大震災発生時、今津（北）線宝塚南口駅付近を走行中に脱線した。機器に復旧不可能な損傷を受けた電動車の2721は廃車となり、代替として付随車6772を新造（当初は2772）、2720は電装解除され6762に改番された。付随車も6000系に編入、制御車の2250・2251も6050・6150に改番編入され、2200系は形式消滅となった。
6000系編入後、2001年1月には6050Fが、6000系・7000系などと同様に車体上部がアイボリー塗色に塗装され、中間に組まれている車両も2002年までに全車施工された。さらに、2001年9月には6770が(6007Fに組み込み)、2002年12月には元VVVF試作車の6762・6772が(6015Fに組み込み)、それぞれ内装を中心としたリニューアル工事を受けた。
2015年10月1日より翌年3月23日まで、ワンハンドル運転台車両の導入40周年を記念して、2250・2251を改番した6050・6150を含む編成に、Hマーク、旧社章をシールにて復元し、ヘッドマークを付けた記念列車が神戸線で運行された。神宝線の車両およびワンハンドル運転台車両への旧社章リバイバルは、今回が初となった。
2018年1月には6000系6012Fの8両編成が4両編成化され、6750（旧2750）と6751（旧2751・阪急納入1000両）の2両を含む4両が編成から外され、2018年3月23日付けで廃車となった。
2019年、6050Fが7616-7516-7565-7575を抜いて、元2200系の6050（旧2250）・6150（旧2251）がそれぞれ7090・7190に改番されて、7090-7605-7505-7190の4両編成に短縮され、7005-7105を連結して7月13日から今津北線で運転される他、4両編成単独で伊丹線でも運転される。
2022年度には、6760が（6014Fに組み込み）内装を中心としたリニューアル工事を受けた。